# 胡庫馬里尼湖
16°23′10.5″S 70°24′12.5″W / 16.386250°S 70.403472°W
胡庫馬里尼湖（西班牙語：Laguna Jucumarini），是秘魯的湖泊，位於該國南部莫克瓜大區，由桑切斯將軍山省的伊丘尼亞區負責管轄，面積34.3平方公里，海拔高度4,390米。